# Pedro María Matxon
Pedro María Matxon Franco (Portugalete, Vizcaya, 23 de enero de 1969) es un exfutbolista español que se desempeñaba como defensa.

## Clubes
| Club             | País   | Año       |
| ---------------- | ------ | --------- |
| Sestao S. C.     | España | 1989-1991 |
| Deportivo Alavés | España | 1995-1996 |
| Granada C. F.    | España | 1997-1998 |
| Amurrio Club     | España | 1998      |
| S. D. Eibar      | España | 1999-2002 |
| Barakaldo C. F.  | España | 2002-2004 |